# Gérard Rousset
Gérard Rousset (Valence, 9 aprile 1921 – Vesoul, 3 febbraio 2000) è stato uno schermidore francese, vincitore di una medaglia d'argento ai campionati mondiali di scherma.